# Stařechovice
Stařechovice (en allemand : Heinrichswald) est une commune du district de Prostějov, dans la région d'Olomouc, en République tchèque. Sa population s'élevait à 533 habitants en 2023.

## Géographie
Stařechovice se trouve à 8 km au nord-ouest de Prostějov, à 16 km au sud-ouest d'Olomouc et à 199 km à l'est-sud-est de Prague.

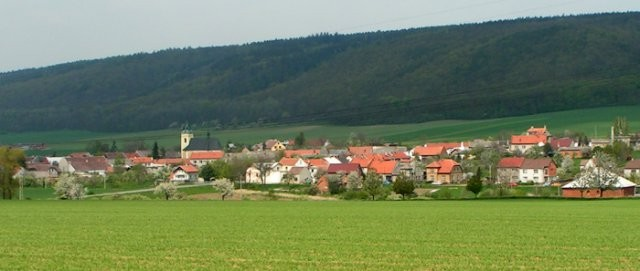
Starechovice : vue générale.

La commune est limitée par Čechy pod Kosířem au nord, par Slatinky au nord-est, par Čelechovice na Hané à l'est, par Bílovice-Lutotín au sud, et par Hluchov à l'ouest.

## Administration
La commune se compose de deux sections :
- Služín
- Stařechovice

## Histoire
La première mention écrite de la localité date de 1361.

## Galerie

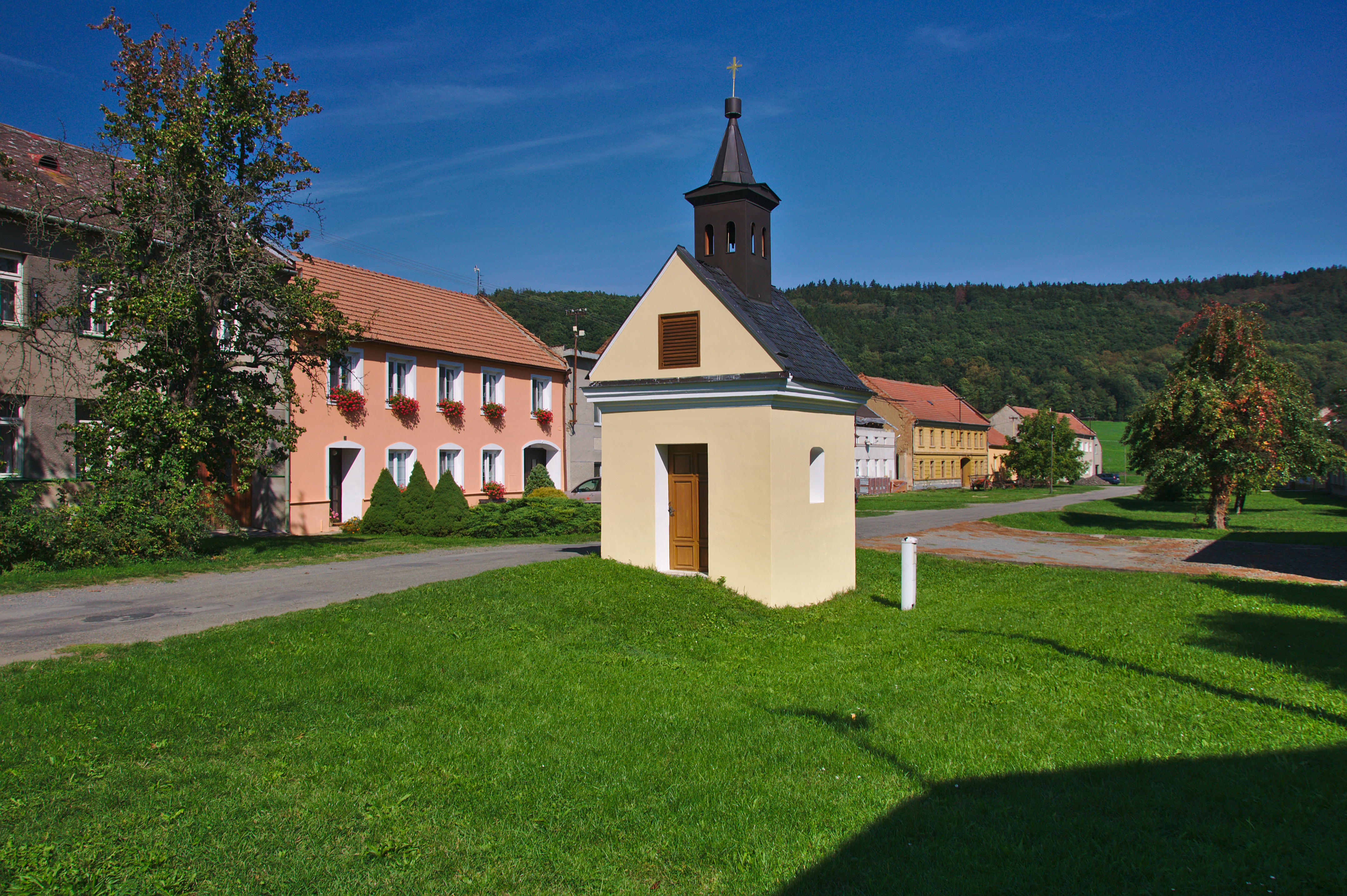
Chapelle à Služín.
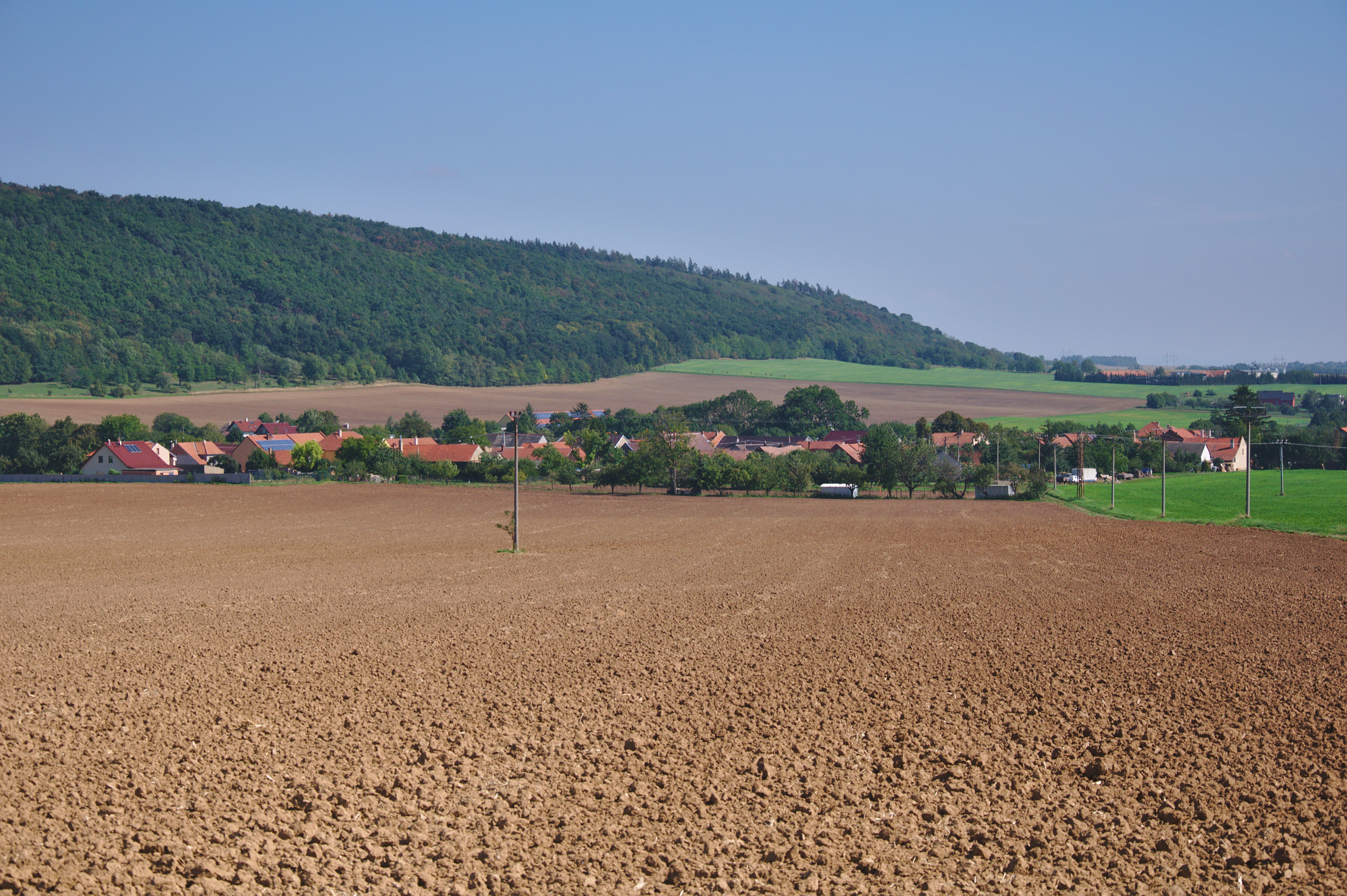
Vue de Služín depuis le nord-ouest.

## Transports
Par la route, Stařechovice se trouve à 9 km de Prostějov, à 21 km d'Olomouc et à 250 km de Prague.